# Verbena araucana
Verbena araucana — вид трав'янистих рослин родини Вербенові (Verbenaceae), поширений у Чилі й Аргентині. Має голі гілки; квіти з жовтим віночком.

## Опис
Рослина 25–30 см завдовжки, розгалужена, утворює кущі, гілки квіток випростані, гілки голі, міжвузля 7–10 мм. Листки з черешками 5–7 мм, листові пластини 20–35 x 10–20 мм, вузько-яйцюваті, 3-лопатеві, 3-х або 5-ти розділені до 2-перистих, рідкісно цілі, голі, сегменти яйцювато-ниткоподібні, 1.5–4.5(5.5) мм завширшки, поля цілі. Квіти в щільних багатоквіткових колосках, дещо витягнутих під час плодоношення, квітоніжки 2–7.5 см. Квіткові приквітки 2–3(4) мм, яйцюваті, поля війчасті. Чашечка 9–10.5 мм, дещо щетиниста, іноді тільки на основі, зубчики 1 мм. Віночок ≈14–20 мм, зовнішня поверхня гладка, горло волохате. Верхня пара тичинок з темними сполучними придатками; дзьобоподібні, помітні, довші за горло віночка.

## Поширення
Поширений у Чилі й Аргентині.
У Чилі вид зібрано в регіонах Кокімбо й Арауканія; також росте на заході Аргентини; зростає на кам'янистих, посушливих ґрунтах і гірських схилах на висотах від 900 до 3150 м.